# Jordan Veretout
Jordan Marcel Gilbert Veretout (Ancenis, 1 de marzo de 1993) es un futbolista francés que juega como centrocampista en el Al-Arabi S. C. de la Liga de fútbol de Catar.

## Trayectoria
Jordan empezó a jugar al futbol cuando tenía 5 años en el club de Belligné. Cuando tenía 10 años, se unió al FC Nantes, y siguió su formación ahí. Durante una década, ha pasado por todas las categorías inferiores del club, desde benjamín hasta llegar a debutar con el primer equipo.
Hizo el inicio de su carrera profesional el 13 de mayo de 2011, durante una partida del campeonato de Ligue 2 de Francia frente a Sedan. En la temporada 2011/2012, progresivamente se volvió titular como centrocampista. En esta temporada, marcó 6 goles. En octubre de 2011 prolongó su contrato con el FC Nantes hasta 2015. 
Durante la temporada 2012/2013, participó en la remontada del FC Nantes en la Ligue 1 de Francia como jugador clave del equipo.
En el mes de agosto, prolongó su contrato de dos años, hasta 2017, con el FC Nantes.
El 31 de julio de 2015, fichó por el Aston Villa de la Premier, por cerca de 10 millones de euros.
El 25 de julio del 2017, fichó por la ACF Fiorentina por 7 millones de euros.

## Selección nacional
En 2013 ganó la Copa Mundial de Fútbol Sub-20 en Turquía con la selección de Francia. En la final, frente al Uruguay, marcó un gol decisivo en el lanzamiento de penaltis. (0-0; 4-1)
Ocho años después, el 1 de septiembre de 2021, debutó con la absoluta en un encuentro de clasificación para el Mundial 2022 ante Bosnia y Herzegovina que finalizó en empate a uno.

### Participaciones en Copas del Mundo
| Mundial      | Sede  | Resultado  | Partidos | Goles |
| ------------ | ----- | ---------- | -------- | ----- |
| Mundial 2022 | Catar | Subcampeón | 1        | 0     |

## Estadísticas

### Clubes
Actualizado al último partido disputado el 1 de noviembre de 2024.
| Club                          | Div.          | Temporada     | Liga  | Liga  | Copas nacionales | Copas nacionales | Copas internacionales | Copas internacionales | Total | Total |
| Club                          | Div.          | Temporada     | Part. | Goles | Part.            | Goles            | Part.                 | Goles                 | Part. | Goles |
| ----------------------------- | ------------- | ------------- | ----- | ----- | ---------------- | ---------------- | --------------------- | --------------------- | ----- | ----- |
| F. C. Nantes Francia          | 2.ª           | 2010-11       | 1     | 0     | -                | -                | -                     | -                     | 1     | 0     |
| F. C. Nantes Francia          | 2.ª           | 2011-12       | 35    | 6     | 5                | 0                | 0                     | 0                     | 40    | 6     |
| F. C. Nantes Francia          | 2.ª           | 2012-13       | 31    | 0     | 3                | 1                | 0                     | 0                     | 34    | 1     |
| F. C. Nantes Francia          | 1.ª           |               |       |       |                  |                  |                       |                       |       |       |
| F. C. Nantes Francia          | 2013-14       | 27            | 1     | 4     | 0                | 0                | 0                     | 31                    | 1     |       |
| F. C. Nantes Francia          | 2014-15       | 36            | 7     | 4     | 0                | 0                | 0                     | 40                    | 7     |       |
| F. C. Nantes Francia          | Total club    | Total club    | 130   | 14    | 16               | 1                | 0                     | 0                     | 146   | 15    |
| Aston Villa F. C. Inglaterra  | 1.ª           | 2015-16       | 25    | 0     | 4                | 0                | -                     | -                     | 29    | 0     |
| Aston Villa F. C. Inglaterra  | Total club    | Total club    | 25    | 0     | 4                | 0                | 0                     | 0                     | 29    | 0     |
| A. S. Saint-Étienne Francia   | 1.ª           | 2016-17       | 35    | 3     | 1                | 1                | 7                     | 0                     | 43    | 4     |
| A. S. Saint-Étienne Francia   | Total club    | Total club    | 35    | 3     | 1                | 1                | 7                     | 0                     | 43    | 4     |
| ACF Fiorentina · Italia       | 1.ª           | 2017-18       | 36    | 8     | 2                | 2                | 0                     | 0                     | 38    | 10    |
| ACF Fiorentina · Italia       | 1.ª           | 2018-19       | 33    | 5     | 4                | 0                | 0                     | 0                     | 37    | 5     |
| ACF Fiorentina · Italia       | Total club    | Total club    | 69    | 13    | 6                | 2                | 0                     | 0                     | 75    | 15    |
| A. S. Roma · Italia           | 1.ª           | 2019-20       | 33    | 6     | 2                | 0                | 8                     | 1                     | 43    | 7     |
| A. S. Roma · Italia           | 1.ª           | 2020-21       | 29    | 10    | 1                | 0                | 8                     | 1                     | 38    | 11    |
| A. S. Roma · Italia           | 1.ª           | 2021-22       | 35    | 4     | 2                | 0                | 12                    | 0                     | 50    | 4     |
| A. S. Roma · Italia           | Total club    | Total club    | 97    | 20    | 5                | 0                | 28                    | 2                     | 131   | 22    |
| Olympique de Marsella Francia | 1.ª           | 2022-23       | 38    | 4     | 4                | 1                | 6                     | 0                     | 48    | 5     |
| Olympique de Marsella Francia | 1.ª           | 2023-24       | 29    | 1     | 2                | 1                | 15                    | 3                     | 46    | 5     |
| Olympique de Marsella Francia | Total club    | Total club    | 67    | 5     | 6                | 2                | 21                    | 3                     | 94    | 10    |
| Olympique de Lyon Francia     | 1.ª           | 2024-25       | 7     | 0     | 0                | 0                | 1                     | 0                     | 8     | 0     |
| Olympique de Lyon Francia     | Total club    | Total club    | 7     | 0     | 0                | 0                | 1                     | 0                     | 8     | 0     |
| Total carrera                 | Total carrera | Total carrera | 431   | 55    | 38               | 6                | 61                    | 5                     | 530   | 66    |

## Palmarés

### Títulos internacionales
| Título                             | Club (*)       | Sede    | Año     |
| ---------------------------------- | -------------- | ------- | ------- |
| Copa Mundial Sub-20                | Francia sub-20 | Turquía | 2013    |
| Liga de Naciones de la UEFA        | Francia        | Italia  | 2020-21 |
| Liga Europa Conferencia de la UEFA | A. S. Roma     | Tirana  | 2021-22 |

(*) Incluyendo la selección.